# شهادت در ایران

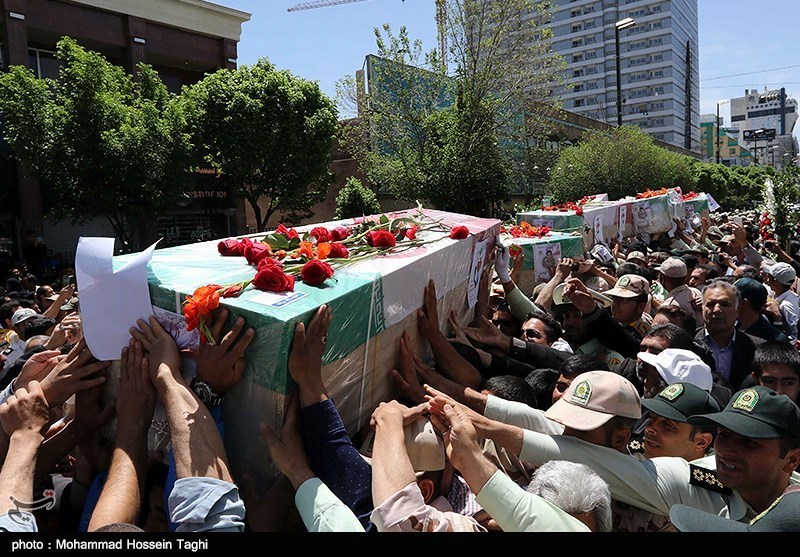
یکی از مراسم‌های مربوط به شهدا در دوران جمهوری اسلامی ایران که با حضور پرشمار مردم و نیروهای دولتی برگزار می‌شوند

شهادت در ایران به استفاده‌های دینی، باوری، سیاسی و اجتماعی از اصطلاح مذهبی شهادت در کشور ایران، اشاره دارد.
در دوران جمهوری اسلامی، امتیازات ویژه برای استفاده از زیرساخت کشور و منابع مالی و فرصت‌های اقتصادی، برای خانواده‌های شهدا تعریف شد. این امتیازها، حتی در زمینهٔ آموزش، با سهمیه‌ها اعمال شدند که در مواردی، باعث اعتراض رسانه‌ها بوده‌اند. در این دوران، نخست در جنگ با عراق، علاوه بر نیروهای رسمی ارتش، نیروهای سپاه و داوطلب مردمی به جنگ فرستاده شدند و به کشته‌شدگان ایرانی، لقب شهید داده شد. همچنین کودکان نیز به این جنگ فرستاده شدند و روایات بسیاری از «کلید بهشت» وجود دارد که مورد اختلاف است. در تظاهرات‌هایی که بر ضد نظام جمهوری اسلامی ایران شکل می‌گیرد، گاه به خانواده‌های کشته‌شدگان در تظاهرات، پیشنهاد می‌شود تا پولی را دریافت کنند و فرزند خود را به عنوان «شهید» بپذیرند که به دست مردم کشته شده است نه نیروهای امنیتی نظام. شهادت برخلاف معنای دینی آن، به شکلی گسترده در ایران، به کار می‌رود و حتی افرادی که بر اثر آتش خودی کشته شده‌اند، «شهید» اعلام می‌شوند و از مزایای آن، بهره می‌برند.

## شهادت در جنگ

### جنگ ایران و عراق

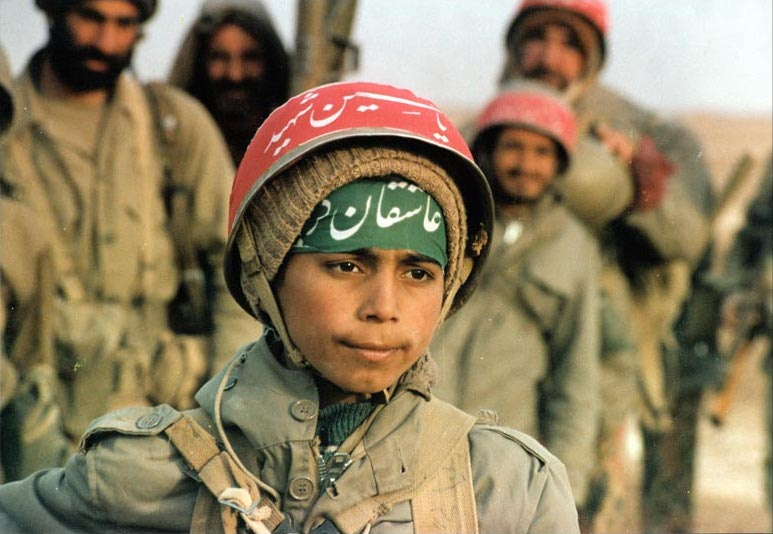
نیروهای ایرانی در جنگ با عراق

جنگ ایران و عراق، تنها دو سال پس از انقلاب ۱۳۵۷، پس از سقوط دولت شاهنشاهی، با یورش نیروی زمینی و نیروی هوایی عراق به ده فرودگاه نظامی و غیرنظامی ایرانی، در ۳۱ شهریور ۱۳۵۹ آغاز شد. این یورش صدام، موجب شد تا نیروهای مسلح ارتش ایران، سپاه و بسیج و نیروهای داوطلب مردمی و عشایر برای دفاع از ایران، به جبهه‌ها فرستاده شوند. جمهوری اسلامی ایران، از کودکان نیز در جنگ بهره برد. استان‌های اصفهان، تهران و خراسان رضوی، به ترتیب بیشترین «شهید» را در این جنگ، دادند. میانگین سنی این افراد، بسیار پایین بوده است (۲۳ سال) که نشان از استفاده گسترده از افراد غیر بزرگسال، در جنگ دارد.

#### کلید بهشت، شهدای کودک و نوجوان
منتقدان جنگ، از روایاتی سخن می‌راندند که از «شستشوی مغزی» نوجوانان روستایی در مدارس و انداختن «کلید بهشت» بر گردن آنان، حکایت می‌کرد. موافقان جنگ نیز جنگاوری‌های خیره‌کننده‌ای را در جبهه‌های جنگ به نوجوانان ایرانی نسبت می‌دادند. منابع حکومتی ایران اعلام کرده‌اند که نوجوانی سیزده ساله به نام مرحمت بالازاده توانست در ۱۳ سالگی موافقت کتبی سید علی خامنه‌ای، رئیس‌جمهور آن دوران ایران را برای فرستاده‌شدن به جبهه به دست آورد. محسن کاظمینی، از فرماندهان سپاه، اعلام داشته است که «یک سوم رزمندگان و یک چهارم شهدای دفاع مقدس فرهنگی و دانش آموز بوده‌اند». هرچند که بحث کلید بهشت، در بسیاری از رسانه‌های نزدیک به حکومت جمهوری اسلامی، رد شده است.

## فشار پذیرش شهادت برای معترض‌های ضدحکومتی

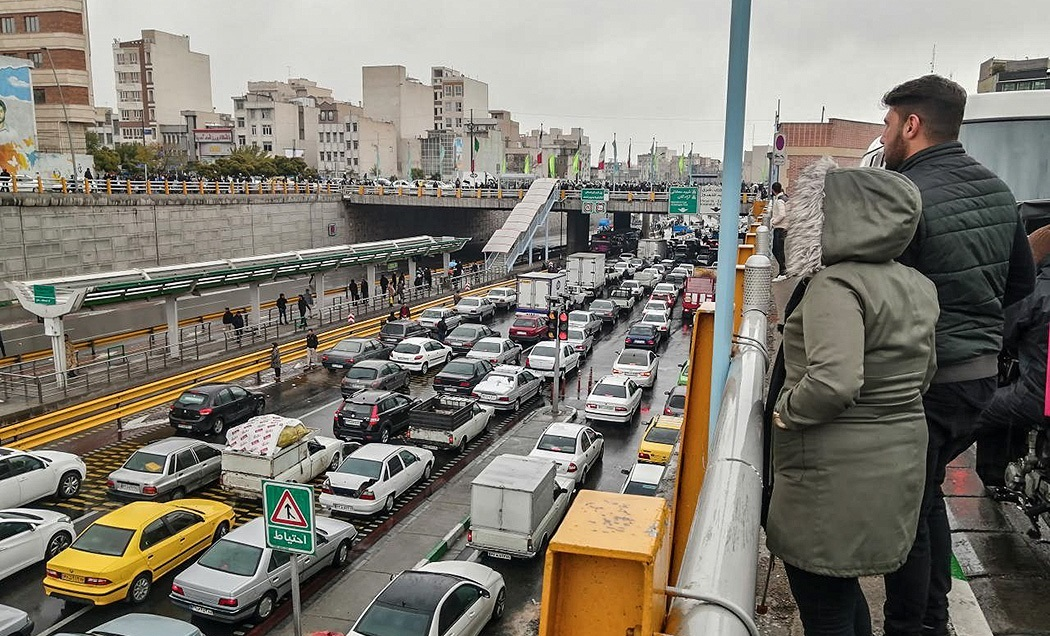
نمایی از اعترضات به گرانی بنزین در ایران که با «فشار شهادت» برای خانواده‌های معترضان همراه شد

دستگاه‌های امنیتی نظام جمهوری اسلامی ایران، خانواده‌های کشته‌شدگان اعتراضات آبان ۱۳۹۸ ایران را زیر فشار قرار دادند تا در ازای دریافت پولی که حدوداً در آن زمان، برابر با ۳۰ هزار دلار آمریکا بود، به عنوان پول خون و امکاناتی چون حقوق بازنشستگی، با معرفی کردن فرزندشان به عنوان «شهید» موافقت کنند و طی یک مصاحبه اعلام کنند که فرزند آنان، از معترضان نبوده است.
شبکه خبری روداو با نقل گفتار شماری از خانواده‌های کشته‌شدگان اعتراضات آبان‌ماه در جمهوری اسلامی ایران، گزارشی داد مبنی بر اینکه دستگاه‌های امنیتی جمهوری اسلامی ایران، برای رفع مسئولیت قتل معترضان از نیروهای امنیتی نظام، به خانواده‌های کشته‌شدگان، پیشنهاد پرداخت پولی به عنوان دیه داده‌اند؛ به شرط آن که خانواده‌های کشته‌شدگان، موافقت کنند که فرد کشته شده، شهید خوانده شود.
بنابر این گزارش، خانوادهٔ «منصورنیا» زیر فشار قرار گرفته‌اند تا نام فرزندشان را به عنوان «شهید» ثبت کنند و اعلام کنند که «او به دست معترضان کشته شده و نه نیروهای حکومت». پیش از موافقت خانواده، همچنین پروندهٔ فرزند کشته شدهٔ آنان، نهایی شده و سپس به آنان، مراجعه شده است. بر اساس اعلامیه‌های غیررسمی، برخی از خانواده‌های ایرانی، زیر فشار نیروهای امنیتی جمهوری اسلامی ایران، پذیرفته‌اند که فرزند کشته‌شدهٔ آنان، شهید اعلام شود. فشار برای پذیرش شهادت و دریافت دیه، در سخنان برخی از مقامات جمهوری اسلامی نیز آمده است. به عنوان نمونه برای «پول دیه»، سید علی خامنه‌ای، رهبر جمهوری اسلامی ایران، نخست معترضان را «اشرار، کینه‌ورزان، و انسان‌های ناباب» توصیف کرده بود؛ اما بعداً در یکی دیگر از سخنرانی‌های خود، پیشنهاد پرداخت «دیه» به برخی از خانواده‌های کشته‌شدگان تظاهرات‌ها در ایران را پیش کشید.

## شهادت برخلاف معنای دینی

### شهید اعلام‌کردن کشته‌های آتش خودی

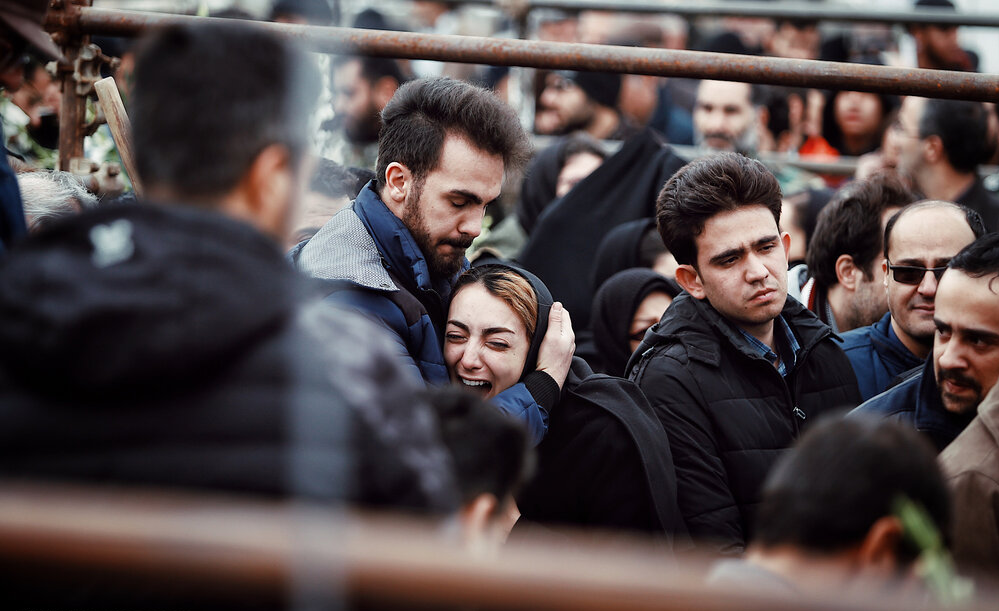
اندوه مردم ایران در یکی از مراسم‌های قربانیان آتش خودی ایرانی

- از آخرین موارد شهادت در آتش خودی ایرانی که مورد توجه رسانه‌ها قرار گرفت، می‌توان به سانحه شناور پشتیبان کنارک اشاره کرد. در اردیبهشت ۱۳۹۹، خبرهای افروختن آتش خودی توسط نیروهای دریایی ایران، به یک‌دیگر منتشر شد. این رویداد، با شلیک اشتباه موشک از ناوشکن جماران (از جمهوری اسلامی ایران) به شناور کنارک (از جمهوری اسلامی ایران) رخ داد. این رویداد در نزدیکی بندر جاسک، ۷۹۰ مایل جنوب شرقی تهران، در دریای مکران (عمان) رخ داده که در آن، ۱۹ تن جان باختند و ۱۵ تن زخمی شدند. مقامات ایران، این افراد را که به دلیل آتش خودی جان باختند، شهید دانستند و در بخشی از سخنان خود، «بر آمادگی دفاعی و روحیه شهادت طلبی کارکنان غیور دریایی ارتش تأکید کردند».[۵][۶]
- کشته شدن نیروها در ۲۷ مهر ۱۳۵۹؛ در این تاریخ، ناوچه مهران (جمهوری اسلامی ایران) در خلیج فارس، هدف مستقیم شلیک یک فانتوم متعلق به ایران قرار گرفت و کاملاً غرق شد. در پی این رویداد، ناوچه تیران نیز برای کمک به آن منطقه رفت که آن هم هدف شلیک یک فانتوم خودی قرار گرفت، هرچند غرق نشد.[۷]
- ناوچه تیران: در روز ۲۷ مهر ۱۳۵۹
- غلامحسین باستانی؛ خلبان جنگندهٔ اف-۵ در ۴ تیر ۱۳۵۹ هدف شلیک نیروهای ایرانی قرار گرفت.
- علی شمس‌بیگی و احمد رمضانی، خلبانان اف-۴ و بیژن فعلی و علی اکبر رشیدی خلبانان هلیکوپتر بل ۲۱۴؛ در ۱۹ شهریور ۱۳۵۹ با آتش خودی کشته شدند.
- جنگندهٔ اف-۱۴؛ در ۴ فروردین ۱۳۶۴ هدف موشک‌های زمین به هوا قرار گرفت.
- مسعود منفرد نیاکی؛ جانشین اداره سوم ستاد مشترک ارتش جمهوری اسلامی ایران شد و در تاریخ ۶ مرداد ۱۳۶۴ هنگام اجرای رزمایش توسط لشکر ۵۸ تکاور ذوالفقار، بر اثر اصابت ترکش خمپاره نیروهای خودی، کشته شد.
- جنگندهٔ اف-۱۴؛ در ۱۲ خرداد ۱۳۶۵ هدف موشک‌های زمین به هوا قرار گرفت.
- هواپیمای عباس بابایی؛ در در ۱۵ مرداد ۱۳۶۶ مورد اصابت گلولهٔ توپ ضدهوایی‌ای که توسط یک بسیجی شلیک شد قرار گرفت.
- سقوط هواپیمای سی-۱۳۰ حامل فرماندهان ارشد نظامی؛ در ۷ مهر ۱۳۶۰ اتفاق افتاد. علت حادثه توسط مقامات رسمی در آن زمان به عراق و گروه‌های مخالف نسبت داده شد. هر چند که ابعاد پنهان حادثه هیچ‌گاه روشن نشد، اما برخی از فرماندهان نظامی در سال‌های بعد سقوط این هواپیما را مشکوک دانستند و آتش پدافند خودی دلیل سقوط می‌دانستند.
- حادثهٔ سقوط تام‌کت ۶۰۶۲؛ به خلبانی سرگرد علیرضا کریمائی و کابین عقبی سروان مصطفی فصیحی پس از برگشت از اسکرمبل که به جهت ورودی هواپیمای آواکس آمریکایی به آب‌های ایران صورت گرفته بود، در نزدیکی پایگاه بوشهر در خلیج فارس سقوط نمود و هر دو خلبان کشته شدند. (علت محتمل ورتیگو شدن خلبان ذکر شده است توسط رسانه‌های ایران). اما علت اصلی آن که توسط برخی از افسران ارتش به بیرون درز کرد هواپیمای اف چهارده تام‌کت توسط سایت موشکی پدافند سپاه پاسداران به اشتباه مورد هدف قرار گرفته بود.
- سانحه برخورد توپولوف ۱۵۴ ایران‌ایرتور با سوخو ۲۴؛ تمامی ۱۳۳ تن، کشته شدند.
- پرواز شماره ۷۵۲ هواپیمایی بین‌المللی اوکراین؛ در دی ۱۳۹۸ هدف شلیک پدافند خودی قرار گرفت.

## امتیازات ویژه و مالی برای خانواده‌های شهدا

### دوران جمهوری اسلامی ایران
خانواده‌هایی که یکی از اعضای آنان، «شهید» خوانده شده باشد، از امتیازاتی نسبت به دیگر مردم ایران، بهره‌مند شده‌اند. در مواردی، علاوه بر پول، پاداش، امکانات تفریحی و اولویت‌های گوناگون درگرفتن فرصت‌های اقتصادی، این افراد می‌توانند از اولویت تحصیلی و آموزشی هم بهره‌مند شوند. در سال ۲۰۱۸ م، گزارشی منتشر شد که نشان می‌داد بر اساس ماده‌ای مصوب در مجلس شورای اسلامی، سهمیه ورودی، یعنی سهمیهٔ همسران و فرزندان جانبازان زیر ۲۵٪ و همسران و فرزندان رزمندگان ایرانی با حداقل ۶ ماه حضور داوطلبانه در جبهه، از ۵ درصد به ۳۰ درصد افزایش یافته است. پس از این، رسانه‌های خارجی، به بررسی نابرابری‌هایی که از طریق دادن امتیازات ویژه به این گروه از افراد ایجاد می‌شود، پرداختند. بانک‌های ایرانی نیز تسهیلات ویژه خانواده شهدا و ایثارگران را ارائه داده و جهت خرید و احداث واحدهای مسکونی، به آنان یاری می‌رسانند.
یکی دیگر از سهمیه‌های مؤثر آموزشی که به این گروه از افراد داده شده است، در کنکور سراسری و ویژهٔ خانوادهٔ شهدا است.
در سال ۱۴۰۰ معاون تعاون و امور اجتماعی بنیاد شهید و امور ایثارگران گفت که «وام ازدواج ۷۰ میلیون تومان است که برای ایثارگران دو برابر سایر افراد عادی و معادل ۱۴۰ میلیون تومان است». او همچنین گفت که در این دوران وام ازدواج ایثارگران، هفت‌ساله قسط‌بندی می‌شده است.

## شهادت در قانون ایران

### شهادت در قانون جمهوری اسلامی ایران
در ایران واژه شهید پس از انقلاب ۱۳۵۷ ایران نمود یافت و به کسانی که در هنگام انجام انقلاب ۵۷ کشته شدند تا کشته‌شدگان عملیات درگیری با قانون‌شکنان و قاچاقچیان در شرق این کشور، عنوان «شهید» داده می‌شد. بر اساس قانون بنیاد شهید در ایران، همگی کسانی که در جنگ‌ها به دست دشمنان نظام جمهوری اسلامی ایران، چه مستقیم چه غیر مستقیم (همانند مین) حتی اگر قصد درگیری نداشته باشند، کشته می‌شوند، شهید گفته می‌شود و از امتیازهای خاص بهره می‌برند. همچنین کارکنان عضو نیروهای مسلح و وزارت اطلاعات در یک رده هستند و اگر در هنگام خدمت بوده یا در مأموریت یا در آموزش به هر گونه‌ای که کشته شوند، شهید خواهند بود، افراد این دو گروه اگر در هنگام اسارت هم چنان به آرمان‌های انقلاب اسلامی پایبند باشند و کشته شوند نیز شهید هستند. بر اساس این قوانین، محافظ‌های شخصیت‌ها و جای‌ها و اعضای گارد امنیت پروازی که در حال مأموریت توسط «ضدانقلاب» (اشاره به افراد ضد حکومت جمهوری اسلامی) کشته می‌شوند، نیز «شهید» شمرده می‌شوند؛ همچنین موارد زیر:
1. کارکنان نیروی مقاومت بسیج و نیروی انتظامی که براساس قانون حمایت قضایی از بسیج هنگام برخورد با جرایم مشهود در حین انجام وظیفه کشته می‌شوند.
2. افرادی که به تشخیص دادگاه صلاحیتدار در حال انجام فریضه امر به معروف و نهی از منکر توسط مرتکبان جرایم مشهود کشته می‌شوند.
3. افرادی که به سبب مأموریت در حال خنثی سازی مواد منفجره، شیمیایی و سایر سلاحهای جنگی و پاکسازی میدان مین کشته می‌شوند.
4. زخمی‌شدگان و جانبازهایی که براساس نظریه کمیسیون پزشکی مربوط، فوت آن‌ها به دلیل جراحات و آسیب‌های ناشی از مجروحیت تشخیص داده شود.
5. همگی کسانی که مقام رهبری جمهوری اسلامی، آن‌ها را در فرمانی ویژه، شهید تلقی نماید.

مصادیق عملی در حکم شهید عبارتند از:
1. رزمندگانی که در هنگام جنگ، درون مناطق عملیاتی بر اثر سوانح طبیعی یا غیرطبیعی بدون سهل انگاری و تقصیر یا عدول از مقررات فوت می‌کنند.
2. کارکنان نیروهای مسلح و وزارت دفاع و پشتیبانی نیروهای مسلح که در حال مأموریت آزمایش یا تولید سلاح، مهمات و وسایل جنگی کشته می‌شوند.
3. مهاجران جنگی و کسانی که در مناطق جنگی به علت برخورد با مواد منفجره از قبیل نارنجک، مین، گلوله توپ و همانند آن‌ها، کشته می‌شوند.
4. افرادی که در دفاع از نظام جمهوری اسلامی ایران یا اموال عمومی یا منابع طبیعی در مقابله با دشمنان نظام جمهوری اسلامی ایران، «اشرار» یا «متجاوزان» کشته می‌شوند.
5. افرادی که به دلیل مأموریت‌های محوله در پاسداری و حفاظت از مراکزی که نیروهای مسلح بر اساس مقررات یا مصوبات خاص شورای عالی امنیت ملی، شورای امنیت کشور یا شورای تأمین استان موظف به حراست از آن مراکز هستند، مورد حملهٔ «دشمن» یا «اشرار» قرار گیرند و با مقاومت و درگیری با آن‌ها کشته می‌شوند.[۱۲]